# Pseudobunaea tyrrhena
Pseudobunaea tyrrhena är en fjärilsart som beskrevs av John Obadiah Westwood 1849. Pseudobunaea tyrrhena ingår i släktet Pseudobunaea och familjen påfågelsspinnare. Inga underarter finns listade i Catalogue of Life.